# Pteronia inflexa
Pteronia inflexa là một loài thực vật có hoa trong họ Cúc. Loài này được Thunb. ex L.f. miêu tả khoa học đầu tiên năm 1782.